# Rheumaptera clara
Rheumaptera clara là một loài bướm đêm trong họ Geometridae.